# Honfoglaló
A Honfoglaló egy magyar fejlesztésű online stratégiai kvízjáték, amely 2002. október 20-án debütált az interneten. Külföldön is megjelent: Dobyvatel ("Hódító") címen cseh, illetve Triviador (korábban conQUIZtador) címen spanyol, angol, bolgár, orosz, arab, török, portugál, román, német, francia, lengyel, szlovén és szerb nyelven. Később (2003. február 11-től) már társasjáték formájában is játszható volt, ugyanezen nyelveken. A játékot a felhasználói is bővíthetik azzal, hogy kérdéseket küldenek be az oldalra, amik először egy szűrőn mennek át, majd később a játékban is láthatóak lesznek. A Honfoglaló az Adobe Flash támogatásának megszüntetése után, 2021. január 21-e után már böngészőből nem játszható.
A játék folyamán következő fontos információkat Faragó András mondja be.

## Játékmenet
A játék célja, hogy kérdéseket megválaszolva minél több közigazgatási egységet lehessen elfoglalni a játékos országának térképén. A játék először egy faluban kezdődik, majd a Játékindítás gombra kattintva, aztán pedig a nehézségi fok kiválasztása után indítható el. A nyertes az, aki a legtöbb pontot szerzi meg a játszma végére. A kérdésekre tippelni lehet, illetve megadott válaszokat lehet kiválasztani. Egyszerre 3 játékos játszhat egymás ellen (játszmánként). A 3 játékos színe: piros, zöld, kék (utóbbi helyett korábban a sárga volt használatos) . A játék bázisfoglalással kezdődik, amikor a gép elhelyezi mindhárom játékos várát egy-egy megyében, ezután a játékosok a többi megye megszerzéséért küzdenek kérdések megválaszolásával. Miután elfogyott a térképről az összes szabad megye, megkezdődik a foglalás, amikor a játékosok egymás megyéinek elfoglalására törekednek (harcolnak). A játékban egy megye elfoglalásáért helyes választ kell kiválasztani a négyből; amennyiben mindkét játékos helyesen válaszol, egy tippelős kérdésre közelebbi számot kell megadni, mint az ellenfél, vagy ha ugyanazt a számot adja meg az ellenfél is, akkor a gyorsabban válaszoló játékosé lesz a megye. Egy vár elfoglalásáért háromszor kell végigcsinálni ezt. A játékban több játékmód van (pl.: villámháború, hosszú hadjárat, junior játék, mini bajnokság, játék barátokkal stb.). A külföldi változatok játékmenete nem tér el nagyban, csak a Magyarország-térkép helyett az adott ország térképén lehet játszani.

## A kérdések témája
- Biológia + Kémia
- Sport
- Szórakozás
- Életmód
- Művészet
- Mindennapok
- Földrajz
- Történelem
- Irodalom
- Matematika + Fizika

Továbbá mobilalkalmazásként is le lehet tölteni iOS-re és Android készülékre.
A játék újabb verzióit csak iOS-re és Android készülékre lehet letölteni. A böngészős verzió törölve lett.

## Jelenlegi játékmódok

### Gyakorló játék
- Villámháború
- Párbaj
- Hosszú hadjárat
- Szövetség

### Ranglistás játék
- Villámháború
- Párbaj
- Hosszú hadjárat
- Szövetség

### Játék barátokkal
Ebben a részben a játékos létrehozhat egy privát szobát, illetve csatlakozhat egy más meglévőhöz. A szoba létrehozásakor saját magunk választhatjuk ki, hogy milyen játékmódban, milyen térképen, és milyen témákkal játszanak a játékosok.

### Bajnokság
A bajnokságban bárki részt vehet, az első 10 helyezett pedig jutalmat kap. Minél jobb helyezést ér el az adott játékos, annál jobb nyeremény vár rá.